# Världsmästerskapen i skidorientering 1975
Världsmästerskapen i skidorientering 1975 avgjordes i Hyvinge i Finland den 26-28 februari 1975. 

## Medaljörer[1]

### Herrar

#### Distans
1. Olavi Svanberg,  Finland, 1:49.19
2. Jorma Karvonen,  Finland, 1:51.06
3. Heimo Taskinen,  Finland, 1:52.57

#### Stafett
1. Finland (Pekka Pökälä, Heimo Taskinen, Jorma Karvonen, Olavi Svanberg), 5:49.04
2. Sverige (Lars-Ivar Svensson, Sven-Olof Bergvall, Jerker Axelsson, Stefan Persson ), 6:14.33
3. Schweiz (Hansruedi Stämpfli, Res Räber, Heinz Oswald, Hans Gerber), 7:16.32

### Damer

#### Distans
1. Sinikka Kukkonen,  Finland, 1:23.06
2. Agneta Månsson,  Sverige, 1:23.53
3. Lena Samuelsson,  Sverige, 1:24.03

#### Stafett
1. Finland (Raili Sallinen, Aila Flöjt, Sinikka Kukkonen), 3:37.10
2. Sverige (Lena Samuelsson, Agneta Månsson, Marianne Bogestedt), 3:46.07
3. Storbritannien (Patricia Murphy, Isobel Inglis, Frances Murray), 5:20.05